# Cirerola
La cirerola, agrassó de muntanya, riber de muntanya, riber dels Alps o encara gaixiver(a) de muntanya (Ribes alpinum) és una planta pròpia de les bardisses, matollars i marges dels boscos caducifolis de l'estatge subalpí i de l'estatge montà per damunt dels 1.000 m (Pirineus, Prepirineus -des de la Vall d'Aran fins a l'Alt Ripollès-, la Garrotxa i el Montseny). És rara al País Valencià (l'Alcalatén) i manca a les illes Balears.

## Etimologia
Del llatí alpinum (dels Alps).

## Descripció
És un arbust sense espines, de 0,5 a 1,5 m d'alçària. Fulles més aviat petites, de menys de 4 cm d'amplada, palmatífides, amb els lòbuls dentats amb dents grolleres, lluents pel revers. La floració té lloc entre l'abril i el juny. Les flors són d'un verd grogós: les masculines en raïms erectes de 10 a 30 flors, les femenines en raïms de poques flors (de 2 a 5), situades en peus diferents (planta dioica). Corol·la amb 5 pètals molt curts. 5 estams. Calze amb 5 sèpals patents, quatre o cinc vegades més grans que els pètals, soldats per la base. Els fruits, les cireroles, agrassons de muntanya, ribes de muntanya o gaixives de muntanya són baies vermelles, disposades en raïms erectes, comestibles, però sense a penes gust. Presenta dues subespècies: Ribes alpinum subsp. alpinum i Ribes alpinum subsp. lucidum (Kit.) Pawl.

## Entorn i distribució geogràfica
Acostuma a estar acompanyada per Betula pendula, Juniperus communis, Gentiana lutea, Astrantia major, Knautia sylvatica, Pinus sylvestris, Pinus uncinata, Fraxinus excelsior, Fagus sylvatica, Lonicera xylosteum i Rhamnus alpinus. A més dels Països Catalans, també és present a Àustria, Anglaterra, Bulgària, Txèquia, Eslovàquia, Dinamarca, Finlàndia, França, Alemanya, Suïssa, Espanya, Hongria, Itàlia, els Balcans, Noruega, Polònia, la Rússia europea, els estats bàltics, Suècia, el Caucas, Turquia (Anatòlia), l'Iran i el Marroc. Ha estat introduïda als Estats Units (Michigan).

## Ús medicinal i gastronòmic
És antibacteriana, hipotensora, vitamínica, remineralitzant, diürètica, laxant i depurativa. Està indicada per a casos de restrenyiment, tensió alta, retenció de líquids i feblesa, i se solen emprar els fruits en forma de sucs, extractes o xarops. Pel que fa al seu ús culinari, els fruits (de gust àcid, però agradable) són utilitzats per a fer melmelades, compotes, sucs, gelats, sorbets, pastissos, dolços, guisos i amanides.